# Stadsdel Norr
Stadsdel Norr var övergripande namnet på byggprojekt av nya bostadsområden i stadsdelen Norr i Östersund som är belägen på det område som tidigare användes av Jämtlands fältjägarregemente (I 5). Efter att regementet lades ner 2004 frigjordes stora ytor. De gamla regementsbyggnaderna fyller nu andra funktioner med verksamheter som kontor, skolor, statliga myndigheter osv. 2008 var uthyrningsgraden i de befintliga byggnaderna 90%

## Historia
Bebyggelsen var under regementets tid mest koncentrerad till den södra delen av området, närmast stadsdelen Staden. Där låg kasernområdet med byggnader från början av 1910-talet när regementet blev förlagt där, blandat med nyare byggnader som uppförts under regementets olika skeden. I de norra delarna av området låg övnings- och motorområden med mer utspridda byggnader främst från tiden efter andra världskriget då försvaret till stor del mekaniserades.
Idag är många av byggnaderna från regementets tid bevarade och har nya hyresgäster, kasernbyggnaderna och kanslihuset hyrs till exempel ut av Castellum till olika kontor och myndigheter och exercishallen används som konsthall och arena för olika kulturevenemang.

### Kvarter
Sedan försvaret lämnade området har ett flertal nya byggnader uppförts på Stadsdel Norr, några av dessa med färdigställandeår är:
- Restaurang Take Mikado, 2008[4]
- Kvarteret Lugnet, 104 hyresrätter, 2011[5]
- Kvarteret Majoren, 48 bostadsrätter, 2015[6]
- Jägargården, 28 studentbostäder, 2016[7]
- Trygghetsboende, 34 lägenheter, 2016[8]
- Tallåsen etapp 1, 97 hyresrätter, 2017[9]
- Kvarteret Fjällblicken, 72 bostadsrätter, 2018[10][11]
- Kvarteret Översten, 48 bostadsrätter, 2018[12]
- Förskola med 6 avdelningar, 2019[13]